# Silvio Martinello
Silvio Martinello (n. 19 ianuarie 1963, Padova, Italia) este un ciclist italian, medaliat olimpic. A participat la 3 ediții ale Jocurilor Olimpice (1984, 1996, 2000) în care a câștigat o medalie de aur și o medalie de bronz.